# Hey Mama! (canción)
«Hey Mama» es el sencillo debut grabado por EXO-CBX, la primera subunidad de la boy band EXO. El sencillo fue publicado el 31 de octubre de 2016 por S.M. Entertainment como el sencillo principal del EP Hey Mama! La versión japonesa de la canción será publicada el 24 de mayo de 2017 junto con el EP japonés debut Girls.

## Antecedentes y lanzamiento
«Hey Mama!» está descrita como una canción de «funk-pop» con estilo retro. Las letras hablan de disfrutar fiestas para que sea un día especial. Fue lanzado oficialmente el 31 de octubre de 2016.
La coreografía de «Hey Mama!» fue hecha por Kyle Hanagami, quien había trabajado previamente con Girls' Generation, After School, Red Velvet y Blackpink. El vídeo musical ganó dos millones de visitas en YouTube luego de nueve horas de su publicación.

## Vídeo musical
El 25 de octubre de 2016 un teaser para el vídeo musical de «Hey Mama!» fue revelado por S.M. Entertainment. El vídeo musical fue publicado oficialmente el 31 de octubre de 2016,

## Promociones
EXO-CBX interpretó en vivo «Hey Mama!» por primera vez en un evento promocional para su EP debut Hey Mama! el 31 de octubre de 2016, EXO-CBX realizó su actuación debut de la canción en M! Countdown el 3 de noviembre, más tarde en Music Bank de KBS y Show! Music Core de MBC. El 5 de noviembre de 2016, EXO-CBX interpretó «Hey Mama!» en You Hee-yeol's Sketchbook. El 18 de noviembre de 2016, el grupo cantó la canción en OGN World Championship N-Pop Showcase. El 18 de febrero de 2017, EXO-CBX interpretó la canción en el K-Drama Fest en Pyeongchang. El grupo cantó la versión japonesa de «Hey Mama!» por primera vez en 2017 Girls Awards el 3 de mayo de 2017.

## Recepción
La canción logró entran en el top de seis listas musicales de Corea del Sur después del lanzamiento, con otras canciones. También lograron posicionarse en el primer lugar de las listas de iTunes en siete países, Corea del Sur, Perú, Singapur, Tailandia, Filipinas, Hong Kong y Brunéi, en el número dos en Taiwán e Indonesia.
«Hey Mama!» se posicionó en el cuarto lugar de Gaon Digital Chart y en el séptimo puesto de US World Digital Songs de Billboard.

## Posicionamientos en listas
| Lista (2016)                       | Mejor posición  |
| Versión coreana                    | Versión coreana |
| ---------------------------------- | --------------- |
| Sencillos semanales (Gaon)         | 4               |
| Sencillos mensuales (Gaon)         | 19              |
| US World Digital Songs (Billboard) | 7               |

## Ventas
| Región               | Ventas          |
| Versión coreana      | Versión coreana |
| -------------------- | --------------- |
| Corea del Sur (Gaon) | 285 728         |

## Premios y nominaciones

### Victorias en programas musicales
| Programa | Fecha                   | Ref.   |
| -------- | ----------------------- | ------ |
| The Show | 15 de noviembre de 2016 | [ 11 ] |

## Historial de lanzamiento
| Región           | Fecha                 | Formato              | Distribuidora                |
| Versión coreana  | Versión coreana       | Versión coreana      | Versión coreana              |
| ---------------- | --------------------- | -------------------- | ---------------------------- |
| Corea del Sur    | 31 de octubre de 2016 | CD, descarga digital | S.M. Entertainment, KT Music |
| Mundo            | 31 de octubre de 2016 | Descarga digital     | S.M. Entertainment, KT Music |
| Versión japonesa |                       |                      |                              |
| Japón            | 24 de mayo de 2017    | CD, descarga digital | Avex Trax                    |
| Mundo            | 24 de mayo de 2017    | Descarga digital     | Avex Trax                    |